# Sophie Gustafson
Sophie Gustafson (* 27. Dezember 1973 in Varberg, Schweden) ist eine schwedische Berufsgolferin.
Sie wurde 1992 Golfproette und spielte zunächst drei Jahre hauptsächlich auf der regionalen schwedischen Telia Tour. 1995 wurde Gustafson Mitglied der Ladies European Tour (LET) und 1997 gewann sie dort ihr erstes Turnier. Ab 1998 spielte sie auch auf der nordamerikanischen LPGA Tour, wo sie 2000 ihren ersten Turniersieg errang. In jenem Jahr gewann Gustafson auch die Women’s British Open, die aber erst ein Jahr später den Status eines LPGA-Major bekamen, und am Saisonende die Geldrangliste der LET. 2003, 2007 und 2009 war sie erneut Erste der LET Order of Merit. Bislang hat sie insgesamt 28 internationale Titel gesammelt.
Im Solheim Cup war sie seit 1998 durchgehend im europäischen Team vertreten.

## LPGA Tour Siege
- 2000: Chick-fil-A Championship
- 2001: Subaru Memorial of Naples
- 2003: Samsung World Championship
- 2009: CVS/Pharmacy LPGA Challenge

## Ladies European Tour Siege
- 1996: Deesse Ladies’ Swiss Open
- 1998: Donegal Irish Ladies’ Open, Marrakech Palmeraie Open
- 2000: Ladies Italian Open, Waterford Crystal Irish Open, Women’s British Open (zählt auch zur LPGA Tour)
- 2001: AAMI Women’s Australian Open
- 2002: Biarritz Ladies Classic
- 2003: Ladies Irish Open, HP Open, BT Ladies Open
- 2006: Austrian Ladies Open
- 2007: De Vere Ladies Scottish Open
- 2010: AIB Ladies Irish Open

## Andere Turniersiege
- 1996: Rörstrand Ladies Open (Telia Tour)
- 1997: Thailand Open (Ladies Asian Tour)
- 1998: Lalla Meryem Cup (Marokko), Telia Ladies Finale (Telia Tour), Praia d’El Rey European Cup (Teambewerb)
- 1999: Praia d’El Rey European Cup (Ladies European Tour Teambewerb)
- 2000: TSN Ladies World Cup Golf (Teambewerb)
- 2003: Catalonia World Matchplay Championship
- 2010: European Ladies Golf Cup (mit Anna Nordqvist – inoffizielles Turnier der LET)
- 2011: Communitat Valenciana European Ladies Golf Cup (mit Anna Nordqvist – inoffizielles Turnier der LET)